# 杰丝·利尔蒙思
杰丝·利尔蒙思（英語：Jess Learmonth，1988年4月18日—），英国女子铁人三项运动员。她曾代表英国参加2020年夏季奥林匹克运动会铁人三项比赛，获得混合接力金牌。